# Фрагменты Гхарна
«Фрагменты Г’харна» (англ. G’harne Fragments) — вымышленное собрание древних текстов из творчества Брайана Ламли. Текст представляет собой надписи на груде растрескавшихся старинных черепков. Набор текстов выполнен из обсидиана или какого-либо другого чёрного камня, на котором запечатлена история дочеловеческого африканского города Г’харн. Затерянный город находился где-то в южной части пустыни Сахара и в настоящее время является частым прибежищем хтонийцев. Фрагменты перевели ученые сэр Эмери Венди-Смит и Гордон Уолмсли. Оба умерли: сэр Эмери в «Цементные стены» (1969) и Уолмсли в «В подземельях» (1971).

## Описание
Текст представляет собой надписи на груде растрескавшихся старинных черепков, покрытых древней клинописью, открыла человечеству немыслимую историю о древнем городе Г’харн, что существовал за тысячелетия до человека. Г’харн — мертвый город, расположенный глубоко в джунглях центральной Африки, который был воздвигнут нечеловеческими существами в триасовый период. В тексте Фрагментов Г’харна были изображены знаки, очень похожие на клинопись и гравюры, состоящие из групп точек (как письмо Старцев). Г’харн, вероятно, посещали Старцы, а позже он был их аванпостом. Культ Нофру-Ка бежал в этот город после смерти верховного жреца.
Другие части текстов имеют сходство с символами в «Пнакотических манускриптах» (из творчества Лавкрафта). Они повествуют о гибели цивилизации Глубоководных и их городах: Гелл Хо (Джилл хо) и Й’хантлеи, в которых обитали Шогготы. Около 20 тысяч лет назад древние киммерийцы (из творчества Роберта Говарда) захватили Гундерленд и разрушили лучи Знака Великих Древних, а потом выпустили на свободу Существо Великой Звезды. Римское строение Вал Адриана (122—128 год от Р.Х.) в соответствии с текстом «Фрагментов Г’харна», является руинами города Гньях. В текстах упоминается неолитический Абии, — это место сейчас именуется Эйвбери и находится где-то в Англии.

Отрывки из «Фрагментов Г’харна»: 
В час неслыханного рёва вырос сам собою Й’ха-нтлэи со сводами и столпами его…
Брайан Ламли описывает отрывки рукописи в повести «Роющие Недра» (1974):

Се‘хаййе эп-нгх фл’хур Г’харне фхтагн,
Се‘хаййе фтагн нгх Шудде-М’ель.
Хай Г’харне орр’э эп фл’хур,

Шудде-М’ель икан-иканикас фл’хур орр’э Г’харне.Оригинальный текст (англ.)Ce’haiie ep-ngh fl’hur G’harne fhtagn,

Ce’haiie fhtagn ngh Shudde-M’ell.
Hai G’harne orr’e ep fl’hur,

Shudde-M’ell ican’icanicas fl’hur orr’e G’harne

Хай, эп-фл’хур…
Се’хаййе, се‘хаййе, икан-иканикас…"
«Эп, эп-этх, фл’хур Г’харне

Г’харне фхтагн Шудде-М’ель хиас Негг’х».Оригинальный текст (англ.)Hai, ep fl’hur

Ce’haiie, ce’haiie—G’harne icanicas … .
“Ep, ep-eeth, fl’hur G’harne

G’harne fhtagn Shudde-M’ell hyas Negg’h.”

Фрагменты Г’харна создала цивилизация о которой известно только то, что ей довелось противостоять расе могучих червей-хтонианцев. При помощи Знака Старцев, в виде пятиконечной звезды, высеченных из серого камня древнейшего региона Мнар (в Стране снов), им удалось остановить беду и заключить в плен Древнего бога Шудде М’элла (англ. ShuddeM’ell). Город был погребен под землей на миллионы лет, пока пленные не были освобождены вмешательством шаманов и стихийными бедствиями. С тех пор жители соседних племен рассказываю легенду о великом зле, что способно погубить мир и таится в глубине земных недр. Когда звезды встанут в нужное положение, то силы зла станут достаточно сильными, чтобы посеять вездесущий хаос наступит Конец света.
Перевод хранятся в Британском музее. Археологической находке из эфиопских трущоб ученые не уделяли внимание до тех пор, пока на них не обратил внимание Гордон Уолмсли (англ. Gordon Walmsley). Уолмсли доказывал, что эти артефакты каким-то образом сохранились со времён триасового периода. В экспедиции в глубь Африки В 1934 году исследователь по имени Уиндроп посетил руины города в Г’Харн и получил «Фрагменты Г’харна» в дар от местного племени. Он обнаружил, что странно начертанные точечные узоры не похожи ни на один известный язык. Его переводы, опубликованные в Имперском археологическом журнале в 1912 году, не были восприняты всерьёз и стали широко известны как «Безумие Уиндропа».
Сэр Эмери Венди-Смит (англ. Sir Amery Wendy Smith) стал первым, кто занялся «Фрагментами Г’харна» всерьез. Ему удалось перевести некоторые тексты и организовать экспедицию в легендарный мертвый город Г’харн. Однако участники экспедиции пропали, а сам Уэнди-Смит был обнаружен спустя недели в психически неуравновешенном состоянии. Его заявления о том, что он обнаружил жемчужные шары, которые оказались яйцами гигантских червей отвернули от него весь научный мир. Уэнди-Смит пропал без вести в 1931 году.
Вскоре появился противоречивый перевод «Фрагментов Г’харна», выполненный профессором Гордоном Уолмсли из Гула, автором книги «Заметки о расшифровке кодов, криптограмм и древних письмен». Однако наиболее точных и полных результатов достигли специалисты Фонда Уилмарта — организации, тайно возглавившей противостояние человечества с хтонианцами, пик которого пришелся на 1960-е годы.
Один из переводов попал в библиотеку Титуса Кроу. Перевод, сделанный Райаном Миллбу был опубликован издательством Мискатоникского университета в 1965 году. Первый авторитетный перевод был сделан в 1970-х годах Фондом Уилмарта. Эта работа была основана на заметках профессора Гордона Уолмсли из Гула.

### Появляются в произведениях Ламли
- «Цементные стены» (1969)
- «Призывающий Тьму» (1971)
- «Ужас в Оукдине» (1977)
- «В подземельях» (1971)
- «Роющие Недра» (1974)
- «Дом над прудом» (1980)
- В цикле о Титусе Кроу.